# Budakeszi Metodista Gyülekezet
A Budakeszi Metodista Gyülekezet a Magyarországi Metodista Egyház 2001-ben alakult Budakeszi Körzetének központi gyülekezete (cím: Budakeszi, Rákóczi u. 2.). A körzet vezető lelkésze Szuhánszky T. Gábor.

## Története
A Magyarországi Metodista Egyház már az első világháború előtt, 1914-ben igehirdetői állomásként vette fel az akkori sváb kis települést, ahol 1921-ben kiterjedt szociális szolgálatok is indultak. A gyermek tábor kiépítése mellett rövidesen árvaházat (1922), öregotthont (1924) , szellemi fogyatékos gondozót (1930) is alapítottak a területen, amelyet svájci, norvég és svéd adományokból létesítettek. A két világháború között metodista diakonissza otthon is alakult itt, amelynek tagjai a Tábor Diakonissza Otthon (1931) munkatársaiként szolgáltak. 1952-ben a terület államosításra került, az ingatlant a Korányi Kórházhoz csatolták.

## A rendszerváltás utáni újjáépítés
A rendszerváltást követően 1993-ban a területet visszakapta az egyház. Budakeszi 1995-ben országos Nyári Ifjúsági Csendesnapoknak adott helyet, 1998-ban megalakult a Márta Mária Idősek Otthona, 2001-re önálló körzetté alakult a gyorsan fejlődő gyülekezetépítő munka, amelyet kiegészített a helyben működő diákotthon is. 2009-2012 között épült fel a Budakeszi Metodista Gyülekezet temploma, amelyet 2012. december 9-én Rüdiger Minor püspök szentelt fel. A hajó formájú épület Dankó Zsófia tervei alapján készült, a belső tér díszítése V. Majzik Mária Magyar Örökség díjas, Príma díjjal kitüntetett képzőművész alkotása, akinek az altemplomban állandó életmű-kiállítása is megtekinthető.

## A körzeti szolgálatok
A Budakeszi Gyülekezet mellett a körzethez tartozik a soproni misszió, a perbáli házikör és a tatabányai cigánymisszió is.